# 吉田智子 (アナウンサー)
吉田 智子（よしだ ともこ、1942年5月25日 - 2009年9月2日）は、毎日放送（MBS）出身のフリーアナウンサー、ナレーターである。囲碁界に一門を成す木谷実九段の四女である。MBS定年退職後は、個人事務所の吉田智子事務所所属。

## 来歴・人物
神奈川県平塚市出身。神奈川県立平塚江南高等学校を経て、慶應義塾大学文学部を卒業後、1965年に毎日放送（MBS）入社。同期に阪本時彦、志風洋子（旧姓・阿部）がいる。
先輩の小堀豊子と同様テレビでの露出は非常に少なく（『あどりぶランド』に出演する程度）、主にナレーションを中心に担当。MBSの用語委員を長年に渡り務める傍らチーフアナウンサーとして後進の教育に携わり、若手アナウンサーから「お母ちゃん」的な存在として親しまれた。
中でも『皇室アルバム』のナレーションを1997年9月末までの1000回・20年以上にわたり担当し、『真珠の小箱』のナレーション又は番組終了前の道案内役も1990年代後半ごろまで務めていた。
その後は『ヤン坊マー坊天気予報』（不定期でナレーション）、ラジオ番組『おはなしの扉』『MBSニュース』のラジオでの放送などを担当し2002年5月25日に毎日放送を定年退職。
フリーアナウンサーとして朗読活動など中心に活動した。また、出身放送局である毎日放送の番組（主としてMBSラジオ）に出演することも時々。また大阪芸術大学短期大学部広報学科の教授として「ゼミ」と「コミュニティー論」を担当した。

## 担当番組
- 皇室アルバム - ナレーション（ - 1997年9月）
- 真珠の小箱 - ナレーション
- あどりぶランド
- MBSラジオ放送開始・終了時アナウンス

## 関連人物
- 阪本時彦
- 斎藤努
- 小堀豊子
- 森本栄浩
- 水野晶子
- 三上智恵
- 高井美紀
- 志風洋子
- 斎藤隆介
- 木谷明（兄）
- 小林禮子（姉）
- 小林光一（義兄）
- 小林泉美（姪）